# Bradley Johnson
Bradley Paul Johnson (Hackney, 28 aprile 1987) è un ex calciatore inglese, di ruolo centrocampista.

## Carriera
Nella stagione 2011-2012 ha giocato 28 partite in Premier League con il Norwich City.